# Sicyos laevis
Sicyos laevis là một loài thực vật có hoa trong họ Cucurbitaceae. Loài này được A. Gray miêu tả khoa học đầu tiên năm 1854.